# Vuelta a Burgos 2017
La Vuelta a Burgos 2017, trentanovesima edizione della corsa e valevole come prova dell'UCI Europe Tour 2017 categoria 2.HC, si svolse in cinque tappe dal 1º al 5 agosto 2017 su un percorso di 760 km, con partenza da Burgos e arrivo a Lagunas de Neila, in Spagna. La vittoria fu appannaggio dello spagnolo Mikel Landa, che terminò la gara in 18h12'47", alla media di 42,332 km/h, precedendo i connazionali Enric Mas e David de la Cruz.
Sul traguardo di Lagunas de Neila 129 ciclisti, su 138 partiti da Burgos, portarono a termine la competizione.

## Tappe
| Tappa  | Data      | Percorso                               | km  | Vincitore di tappa | Leader cl. generale |
| ------ | --------- | -------------------------------------- | --- | ------------------ | ------------------- |
| 1ª     | 1º agosto | Burgos > Burgos/Alto del Castillo      | 151 | Mikel Landa        | Mikel Landa         |
| 2ª     | 2 agosto  | Oña > Belorado                         | 153 | Matteo Trentin     | Mikel Landa         |
| 3ª     | 3 agosto  | Ojo Guareña > Picón Blanco             | 173 | Mikel Landa        | Mikel Landa         |
| 4ª     | 4 agosto  | Bodegas Nabal > Clunia                 | 147 | Carlos Barbero     | Mikel Landa         |
| 5ª     | 5 agosto  | Comunero de Revenga > Lagunas de Neila | 136 | Miguel Ángel López | Mikel Landa         |
| Totale | Totale    | Totale                                 | 760 |                    |                     |

## Squadre e corridori partecipanti
| N.    | Cod. | Squadra                  |
| ----- | ---- | ------------------------ |
| 1-8   | MOV  | Movistar Team            |
| 11-18 | SKY  | Team Sky                 |
| 21-28 | AST  | Astana Pro Team          |
| 31-38 | QST  | Quick-Step Floors        |
| 41-48 | DDD  | Team Dimension Data      |
| 51-58 | CJR  | Caja Rural-Seguros RGA   |
| 61-68 | COF  | Cofidis                  |
| 71-78 | SVB  | Sport Vlaanderen-Baloise |
| 81-88 | GAZ  | Gazprom-RusVelo          |

| N.      | Cod. | Squadra                       |
| ------- | ---- | ----------------------------- |
| 91-98   | DEN  | Direct Énergie                |
| 101-108 | MZN  | Manzana Postobón Team         |
| 111-118 | DMP  | Delko-Marseille Provence-KTM  |
| 121-127 | TFO  | Fortuneo-Oscaro               |
| 131-138 | RNL  | Roompot-Nederlandse Loterij   |
| 141-148 | ABS  | Aqua Blue Sport               |
| 151-158 | NIP  | Nippo-Vini Fantini            |
| 161-168 | BBH  | Burgos BH                     |
| 171-178 | EUS  | Euskadi Basque Country-Murias |

## Dettagli delle tappe

### 1ª tappa
- 1º agosto: Burgos > Burgos/Alto del Castillo – 151 km

Risultati
| Pos. | Corridore          | Squadra    | Tempo    |
| ---- | ------------------ | ---------- | -------- |
| 1    | Mikel Landa        | Sky        | 3h25'58" |
| 2    | Sergej Černeckij   | Astana     | a 2"     |
| 3    | Julian Alaphilippe | Quick-Step | a 3"     |

| Pos. | Corridore          | Squadra    | Tempo    |
| ---- | ------------------ | ---------- | -------- |
| 1    | Mikel Landa        | Sky        | 3h25'58" |
| 2    | Sergej Černeckij   | Astana     | a 2"     |
| 3    | Julian Alaphilippe | Quick-Step | a 3"     |

### 2ª tappa
- 2 agosto: Oña > Belorado – 153 km

Risultati
| Pos. | Corridore      | Squadra    | Tempo    |
| ---- | -------------- | ---------- | -------- |
| 1    | Matteo Trentin | Quick-Step | 3h38'54" |
| 2    | Adam Blythe    | Aqua Blue  | s.t.     |
| 3    | Tim Ariesen    | Roompot    | s.t.     |

| Pos. | Corridore          | Squadra    | Tempo    |
| ---- | ------------------ | ---------- | -------- |
| 1    | Mikel Landa        | Sky        | 7h04'52" |
| 2    | Sergej Černeckij   | Astana     | a 2"     |
| 3    | Julian Alaphilippe | Quick-Step | a 3"     |

### 3ª tappa
- 3 agosto: Ojo Guareña > Picón Blanco – 173 km

Risultati
| Pos. | Corridore        | Squadra    | Tempo    |
| ---- | ---------------- | ---------- | -------- |
| 1    | Mikel Landa      | Sky        | 4h36'40" |
| 2    | David de la Cruz | Quick-Step | a 9"     |
| 3    | Enric Mas        | Quick-Step | a 41"    |

| Pos. | Corridore        | Squadra    | Tempo     |
| ---- | ---------------- | ---------- | --------- |
| 1    | Mikel Landa      | Sky        | 11h41'32" |
| 2    | David de la Cruz | Quick-Step | a 27"     |
| 3    | Enric Mas        | Quick-Step | a 46"     |

### 4ª tappa
- 4 agosto: Bodegas Nabal > Clunia – 147 km

Risultati
| Pos. | Corridore          | Squadra    | Tempo    |
| ---- | ------------------ | ---------- | -------- |
| 1    | Carlos Barbero     | Movistar   | 3h19'19" |
| 2    | Gianni Moscon      | Sky        | s.t.     |
| 3    | Julian Alaphilippe | Quick-Step | s.t.     |

| Pos. | Corridore        | Squadra    | Tempo     |
| ---- | ---------------- | ---------- | --------- |
| 1    | Mikel Landa      | Sky        | 15h00'54" |
| 2    | David de la Cruz | Quick-Step | a 27"     |
| 3    | Enric Mas        | Quick-Step | a 46"     |

### 5ª tappa
- 5 agosto: Comunero de Revenga > Lagunas de Neila – 136 km

Risultati
| Pos. | Corridore          | Squadra    | Tempo    |
| ---- | ------------------ | ---------- | -------- |
| 1    | Miguel Ángel López | Astana     | 3h11'42" |
| 2    | Enric Mas          | Quick-Step | a 5"     |
| 3    | Mikel Landa        | Sky        | a 11"    |

| Pos. | Corridore        | Squadra    | Tempo     |
| ---- | ---------------- | ---------- | --------- |
| 1    | Mikel Landa      | Sky        | 18h12'47" |
| 2    | Enric Mas        | Quick-Step | a 40"     |
| 3    | David de la Cruz | Quick-Step | a 46"     |

## Evoluzione delle classifiche
| Tappa              | Vincitore          | Classifica generale Maglia viola | Classifica a punti Maglia verde | Classifica scalatori Maglia rossa | Classifica traguardi volanti Maglia blu | Classifica giovani Maglia bianca | Classifica a squadre |
| ------------------ | ------------------ | -------------------------------- | ------------------------------- | --------------------------------- | --------------------------------------- | -------------------------------- | -------------------- |
| 1ª                 | Mikel Landa        | Mikel Landa                      | Mikel Landa                     | Mikel Landa                       | Ben King                                | Enric Mas                        | Quick-Step Floors    |
| 2ª                 | Matteo Trentin     | Mikel Landa                      | Mikel Landa                     | Daniel Díaz                       | Ben King                                | Enric Mas                        | Quick-Step Floors    |
| 3ª                 | Mikel Landa        | Mikel Landa                      | Mikel Landa                     | Mikel Landa                       | Ben King                                | Enric Mas                        | Astana Pro Team      |
| 4ª                 | Carlos Barbero     | Mikel Landa                      | Mikel Landa                     | Mikel Landa                       | Ben King                                | Enric Mas                        | Astana Pro Team      |
| 5ª                 | Miguel Ángel López | Mikel Landa                      | Mikel Landa                     | Mikel Landa                       | Ben King                                | Enric Mas                        | Astana Pro Team      |
| Classifiche finali | Classifiche finali | Mikel Landa                      | Mikel Landa                     | Mikel Landa                       | Ben King                                | Enric Mas                        | Astana Pro Team      |

## Classifiche finali

### Classifica generale - Maglia viola
| Pos. | Corridore          | Squadra    | Tempo     |
| ---- | ------------------ | ---------- | --------- |
| 1    | Mikel Landa        | Sky        | 18h12'47" |
| 2    | Enric Mas          | Quick-Step | a 40"     |
| 3    | David de la Cruz   | Quick-Step | a 46"     |
| 4    | Miguel Ángel López | Astana     | a 51"     |
| 5    | Jaime Rosón        | Caja Rural | a 1'18"   |
| 6    | Igor Antón         | Dimension  | a 1'37"   |
| 7    | Daniel Moreno      | Movistar   | a 2'13"   |
| 8    | Sergej Černeckij   | Astana     | a 2'19"   |
| 9    | Merhawi Kudus      | Dimension  | a 2'40"   |
| 10   | Jetse Bol          | Manzana    | a 2'49"   |

### Classifica a punti - Maglia verde
| Pos. | Corridore          | Squadra    | Punti |
| ---- | ------------------ | ---------- | ----- |
| 1    | Mikel Landa        | Sky        | 66    |
| 2    | Enric Mas          | Quick-Step | 50    |
| 3    | Miguel Ángel López | Astana     | 37    |
| 4    | Carlos Barbero     | Movistar   | 35    |
| 5    | Matteo Trentin     | Quick-Step | 35    |

### Classifica scalatori - Maglia rossa
| Pos. | Corridore          | Squadra    | Punti |
| ---- | ------------------ | ---------- | ----- |
| 1    | Mikel Landa        | Sky        | 60    |
| 2    | Enric Mas          | Quick-Step | 46    |
| 3    | Miguel Ángel López | Astana     | 42    |
| 4    | David de la Cruz   | Quick-Step | 41    |
| 5    | L. Norman Hansen   | Aqua BLue  | 28    |

### Classifica giovani - Maglia bianca
| Pos. | Corridore          | Squadra    | Tempo     |
| ---- | ------------------ | ---------- | --------- |
| 1    | Enric Mas          | Quick-Step | 18h13'27" |
| 2    | Hernán Aguirre     | Manzana    | a 4'42"   |
| 3    | Aldemar Reyes      | Manzana    | a 8'23"   |
| 4    | Mathias Le Turnier | Cofidis    | a 10'24"  |
| 5    | Jhon A. Rodríguez  | Delko-Mar. | a 11'47"  |

### Classifica sprint intermedi - Maglia blu
| Pos. | Corridore          | Squadra    | Punti |
| ---- | ------------------ | ---------- | ----- |
| 1    | Ben King           | Dimension  | 30    |
| 2    | Ibai Salas         | Burgos BH  | 11    |
| 3    | J. J. van Rensburg | Dimension  | 8     |
| 4    | Etienne van Empel  | Roompot    | 8     |
| 5    | Gatis Smukulis     | Delko-Mar. | 6     |

### Classifica a squadre
| Pos. | Squadra                | Tempo     |
| ---- | ---------------------- | --------- |
| 1    | Astana Pro Team        | 54h45'08" |
| 2    | Movistar Team          | a 2'44"   |
| 3    | Quick-Step Floors      | a 2'47"   |
| 4    | Team Dimension Data    | a 6'33"   |
| 5    | Caja Rural-Seguros RGA | a 7'36"   |